# Иоанн Безземельный
Иоа́нн (Джон) Безземе́льный (англ. John Lackland; 24 декабря 1167, Оксфорд — 19 октября 1216, Ньюарк) — король Англии с 1199 года и герцог Аквитании из династии Плантагенетов, младший (пятый) сын Генриха II и Алиеноры Аквитанской.
Его правление считается одним из самых катастрофических за всю историю Англии — оно началось с завоевания Нормандии французским королём Филиппом II Августом и закончилось гражданской войной, почти свергнувшей его с престола (за свои поражения он получил ещё одно прозвище «Мягкий Меч», англ. Softsword).
В 1213 году он признал Англию вассалом Папы римского, чтобы закончить раздор с Католической церковью, а в 1215 году восставшие бароны заставили его подписать Великую хартию вольностей, из-за чего Иоанн более всего и стал известен. Некоторые историки считают, что правление Иоанна было не лучше и не хуже правлений Ричарда I и Генриха III. Тем не менее репутация Иоанна была настолько плоха, что с тех пор ни один английский монарх не называл своих наследников этим именем (оно впоследствии стало считаться несчастливым и в правящих династиях Шотландии и Франции).

## Молодость
Точная дата рождения Иоанна неизвестна. Роберт де Ториньи указывает, что Иоанн родился в 1167 году, Матвей Парижский и «Анналы Бёртона» что в 1166 году. «Анналы Данстейбла» помещают дату рождения Иоанна в параграфе, описывающем события 1165 года, однако в этом источнике отсутствует параграф о событиях 1166 года, и указанное сообщение помещено непосредственно перед параграфом, где описываются события 1167 года. Сто лет спустя канон Лаона писал, что Иоанна назвали в честь Иоанна Богослова, в чей день (27 декабря) он родился. В 1171 году Иоанн был помолвлен с дочерью Гумберта III, графа Савойи.
Автором его прозвища являлся его отец. После того, как три его старших брата в 1169 году принесли присягу за континентальные владения французскому королю, Генрих II в шутку назвал своего четвёртого сына, которому было около трёх лет, «Иоанном Без Земли». Вскоре, однако, ему достались значительные владения в Англии и было даровано владение Ирландией (1177). Он отправился в Ирландию в 1185 году, укрепив там английскую администрацию и основав несколько замков, но через несколько месяцев вернулся в Англию, опасаясь столкновения с Хьюго де Лэйси и не имея достаточно денег для ведения военных действий. Шутливое прозвище было зафиксировано придворными летописцами и получило совершенно новое значение, когда Иоанн, уже став королём, потерял в 1204—1205 годах большинство континентальных владений.
В конце правления Генриха старшие братья Иоанна восстали против отца, а затем продолжили борьбу между собой. В этой борьбе он поддержал Ричарда, получившего прозвище Львиное сердце, который в 1189 году и взошёл на престол. Иоанн получил подтверждение владения своими землями, приносившими 6000 фунтов в год, и женился на Изабелле, наследнице графства Глостер.
В ответ на объявление Ричардом в 1190 году своим преемником сына умершего брата Джеффри Иоанн нарушил слово не вступать в Англию, пока Ричард будет в крестовом походе, и попытался свергнуть регента Ричарда Уильяма де Лоншана. Это дало повод вписать его злодеем в старинную легенду о Хереварде, ставшую затем легендой о Робин Гуде.
Узнав, что возвращавшийся из похода Ричард в Германии был захвачен в плен императором Генрихом VI, Иоанн попросил Генриха как можно дольше не выпускать Ричарда, заключил союз с французским королём Филиппом II Августом и попытался захватить контроль над Англией.
В 1193 году он был вынужден заключить перемирие, но отношения с Филиппом не прервал и готовил мятеж. Ответом Ричарда стало изгнание Иоанна и конфискация его земель. Лишь в 1195 году Иоанн был частично прощён и получил назад часть своих владений, а ещё позже был объявлен наследником.

## Правление
В 1199 году, после смерти Ричарда, Иоанн взошёл на престол. У Артура, сына старшего брата Иоанна Джеффри, были более законные претензии на престол, и многие нормандские аристократы во Франции отказались поддерживать Иоанна. Однако Артур вырос вдали от дома, на континенте, поэтому население острова хотело видеть королём хоть и нелюбимого, но родного Иоанна. Бароны, понимая своё слабое положение, обратились за помощью к французскому королю Филиппу II Августу (вассалом которого был Иоанн в своих французских владениях). Кроме того, в 1200 году Иоанн развёлся и на этот раз женился на Изабелле Ангулемской, уведя её из-под венца у своего вассала Гуго X де Лузиньяна. Тот тоже стал жаловаться Филиппу.
В 1202 году Филипп призвал Иоанна появиться при дворе, а когда тот отказался, вторгся в Нормандию и даровал Артуру почти все владения Иоанна во Франции.
Вступивший в войну Артур осадил замок Мирабо, в котором находилась его бабушка Алиенора Аквитанская. Семидесятивосьмилетняя Алиенора организовала оборону замка так, что защитники смогли продержаться несколько дней — до 31 июля 1202 года, когда к замку подошёл Иоанн со своими войсками и взял Артура в плен. Артур был сначала заключён в замке Фалез под надзором Хьюберта де Бурга, и Иоанн якобы дал Хьюберту приказ выколоть пленнику глаза, но Хьюберт этот приказ не выполнил. В 1203 году Артур был переведён в Руан под надзор Уильяма де Браоза, и дальнейшая судьба его неизвестна, хотя и существуют версии, что Иоанн причастен к его смерти.

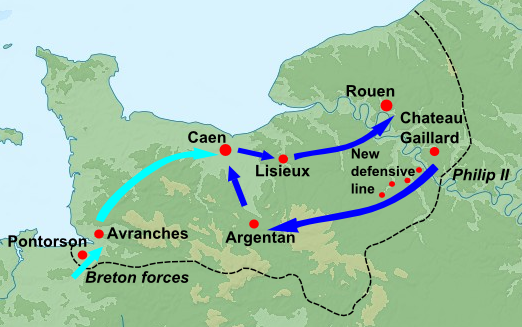
Боевые действия в Нормандии в 1204 году. Голубым отмечены действия французов, более светлым цветом — их бретонских союзников.

В дальнейшем война шла неудачно для англичан. Иоанн испытывал финансовые проблемы, его обращение с Артуром и пленниками не прибавило ему сторонников, а Филипп контратаковал. В 1204 году был взят Шато-Гайар, затем пал Руан. В результате военных действий 1202—1204 годов Иоанн потерял значительную часть английских владений на континенте: Нормандию, Мэн, Анжу, часть Пуату, затем Турень, по договору 1206 года с Филиппом II.
В 1207 году папа Иннокентий III назначил нового архиепископа кентерберийского Стефана Лэнгтона. Пытаясь усилить свою власть, Иоанн отказался признать его, после чего папа наложил на Англию интердикт (1208), а Иоанн стал конфисковывать церковные земли. В 1209 году папа отлучил Иоанна от церкви, а в 1212 году освободил англичан от присяги королю, то есть теоретически низложил его. В 1213 году Филипп II договорился с папой о вторжении в Англию с целью свержения Иоанна и уже собрал флот, но Уильям Лонгэспе разгромил его у Дамме. Однако к этому времени Иоанн уже принял решение прекратить свою борьбу под давлением папского легата Пандульфа. Король покорился папе и признал себя его вассалом, обязуясь выплачивать по 1000 марок ежегодно. В 1214 году интердикт был снят.
В 1211 году Иоанн подавил восстание валлийцев.
В 1214 году англичане снова вступили в конфликт с французами в союзе с императором Оттоном IV и графом Ферраном Фландрским. Союзники потерпели сокрушительное поражение в битве при Бувине (27 июля).

## Восстание баронов

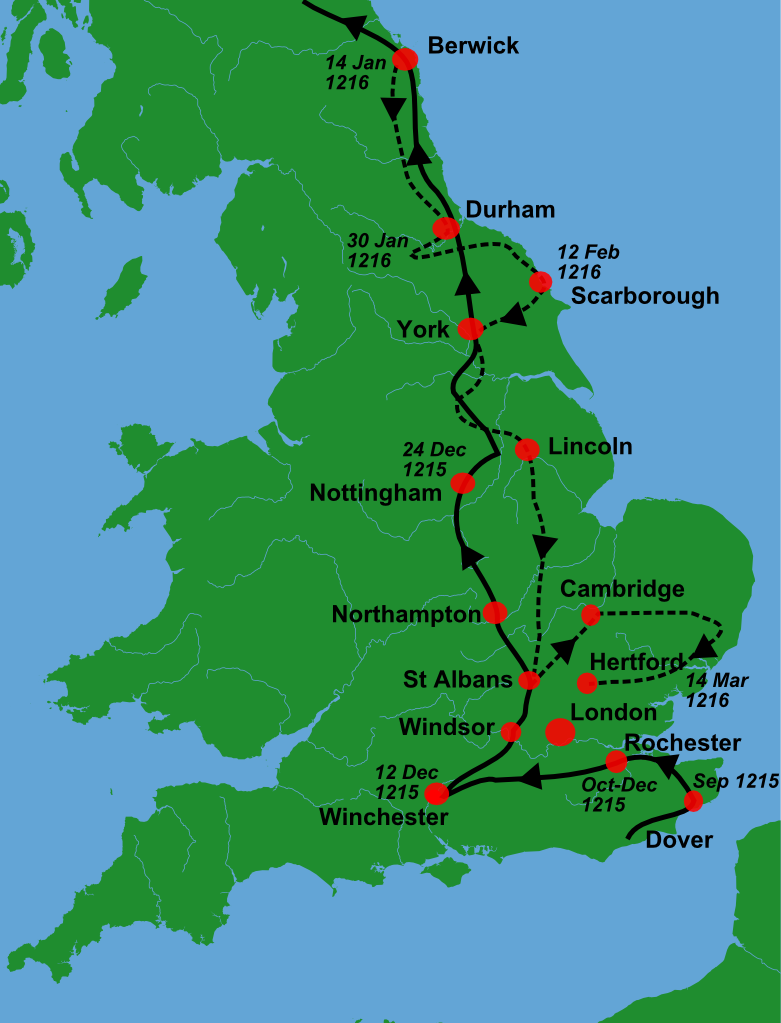
Военная кампания короля в 1215—1216 годах.

После поражения в битве при Бувине и потери всех владений на континенте Иоанн вернулся в Англию (октябрь 1214) и распорядился взыскать чрезвычайно высокий скутагий (щитовой сбор) с баронов, не участвовавших в походе: с каждого рыцарского лена по три марки, то есть более 40 шиллингов серебром. Новые поборы короля положили начало сопротивлению английской знати. Сигнал к организованному выступлению первыми дали северные бароны, решительно отказавшись платить непомерный сбор. К феодалам северных графств присоединились восточные бароны, в том числе из графства Эссекс.
4 ноября 1214 года состоялось совещание короля и баронов в аббатстве Эдмондсбери. Совещание не привело ни к каким результатам, и король покинул аббатство. Бароны, оставшись в аббатстве под предлогом богомолья, 20 ноября устроили тайное собрание, на котором был оглашён некий документ, именовавшийся как «хартия короля Генриха I», которую бароны якобы получили от Стефана, епископа Кентерберийского, в городе Лондоне (Стэббс). Все присутствовавшие на этом собрании бароны дали клятву в том, что если король Иоанн откажется восстановить в Англии законы Эдуарда Исповедника и права, записанные в указанной хартии, то все они вместе одновременно выступят против короля войной и будут сражаться до тех пор, пока он не подтвердит хартией и королевской печатью всего того, что они требуют. Каждый из баронов взял на себя обязательство к 25 декабря 1214 года подготовить определённое количество вооружённых всадников и пехоты, запастись продовольствием, вооружением и снаряжением, и после рождественских праздников вместе со всеми отправиться к королю и предъявить ему свои требования.
После рождественских праздников бароны направили к королю своих делегатов, которые были приняты Иоанном 6 января 1215 года. Делегаты потребовали, чтобы король «подтвердил некоторые вольности и законы короля Эдуарда вместе с другими вольностями, данными им королевству Англии и английской церкви, как они записаны в Хартии короля Генриха I и в вышеназванных законах» (Стэббс). Король потребовал перемирия, обещав полностью восстановить законы Эдуарда на пасху.
Получив отсрочку, Иоанн издал хартию о свободе церковных выборов, а также указ о принесении ему присяги по всей Англии. Кроме того, он принял обет крестоносца, надеясь на покровительство римской церкви. Однако эти шаги не принесли ожидаемых результатов.
Тем временем бароны собрали в Стамфорде войско, состоявшее из двух тысяч рыцарей, не считая оруженосцев и пехоты, и по окончании перемирия двинулись к Брэкли. Дальнейшие события средневековый летописец Матвей Парижский описывает следующим образом: «Когда это стало известно королю, он послал к ним архиепископа Кентерберийского и Уильяма Маршала, графа Пембрука и ещё нескольких мудрых людей, чтобы они разузнали у тех, что это за законы и вольности, которых они добиваются. Бароны предъявили послам некое писание, состоявшее главным образом из древних законов и обычаев королевства, присовокупив при этом, что если король немедленно не согласится на всё это и не подтвердит грамотой, скреплённой королевской печатью, то они сумеют принудить его, захватив его замки, земли и владения… Тогда архиепископ со своими товарищами привёз это писание королю и при нём прочитал его на память главу за главой. Как только король услышал содержание этих статей, он принялся хохотать язвительно и злобно: „Как это бароны довольствовались такими требованиями? Почему бы им не потребовать всё королевство? Притязания их бессмысленны и ложны и не опираются ни на какое право“. И он прибавил со страшной клятвой: „Никогда не соглашусь на такие уступки, которые из меня, короля, сделают раба!“». Матвей Парижский также сообщает, что Стефан Лэнгтон и Уильям Маршал уговаривали короля уступить мятежным баронам, но не могли добиться успеха.
Получив отказ, бароны формально отреклись от вассальной верности королю. Они избрали своим предводителем Роберта Фиц-Уолтера, объявив его «маршалом воинства Божьего и святой церкви», и двинулись к Нортгемптону, а затем к Бедфорду. Ключевым моментом, способствовавшим успеху мятежа, стала поддержка Лондона: тайные посланцы лондонских горожан предложили баронам идти в столицу, обещая, что Лондон встанет на их сторону. В конце мая 1215 года восставшие вошли в Лондон, откуда разослали гонцов по всем английским графствам, призвав других графов, баронов и рыцарей присоединиться к ним. Почти вся английская знать и большинство рыцарей откликнулись на призыв баронов. По сведениям средневековой хроники, «прекратились все дела в Палате шахматной доски и у шерифов по всей Англии, так как не находилось никого, кто бы платил королю подать или в чём-либо оказывал ему повиновение»; на стороне короля осталась лишь небольшая свита.

### Великая хартия вольностей
Оказавшись бессильным, Иоанн был вынужден вступить с восставшими баронами в переговоры. 15 июня 1215 года в долине Раннимед, расположенной на берегу Темзы между Виндзором и Стейнсом, состоялась встреча представителей обеих сторон. Папский легат Пандульф, а также архиепископы Кентербери и Дублина исполняли роль посредников. В итоге король приложил свою печать к петиции баронов, перечислявшей их требования, — так называемым Баронским статьям.
На основе Баронских статей в период с 15 по 19 июня 1215 года был создан текст так называемой Великой хартии вольностей (текст документа этого названия не содержит, оно было придумано позднее). В отличие от Баронских статей, имевших характер договора между баронами и королём, Хартии был придан характер королевского пожалования. Форма изложения свидетельствует об участии советников короля в составлении окончательного текста.

## Попытка реванша

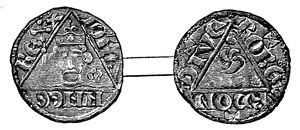
Пенни короля Джона, сделанный в Дублине.

Не желая выполнять навязанные ему условия, скреплённые Великой хартией вольностей, Иоанн привлёк с континента наёмников (норвежцев и ютландцев) и стал с новыми силами нападать на баронов. Чтобы устранить установленные Хартией ограничения своей власти, король обратился с жалобой к папе Иннокентию III, считавшемуся его сеньором. Папа, раздражённый тем, что вопрос, подлежавший его компетенции сюзерена, был разрешён вооруженным восстанием, объявил Хартию не имеющей силу и освободил короля от присяги соблюдать её; в специальной булле, изданной 24 августа 1215 года, он охарактеризовал Хартию как несправедливый, противозаконный и позорный договор. Духовный вдохновитель восстания, архиепископ Стефан Лэнгтон, отказался зачитывать папские указания и был вызван в Рим на Четвёртый Латеранский собор.
Иоанн атаковал замки мятежных баронов один за другим, а в отсутствие Лэнгтона бароны не смогли дать скоординированного отпора. От бессилия они призвали на трон французского наследного принца (будущего Людовика VIII), который вскоре высадился в Кенте и был провозглашён в Лондоне королём (хотя и не был коронован).

## Смерть

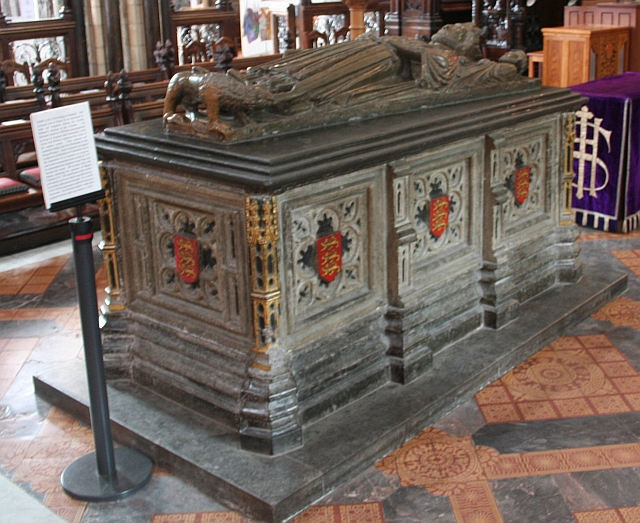
Гробница Иоанна Безземельного

В сентябре 1216 года Иоанн предпринял новое наступление. Его войско выступило от Котсуолд-Хилс, сымитировав попытку освободить осаждённый Виндзорский замок, и нанесло удар к востоку от Лондона в направлении Кембриджа с целью рассечь силы баронов в Линкольншире и Восточной Англии, затем повернуло на север, чтобы снять осаду с Линкольна, но вернулось на восток в Линн, возможно для того, чтобы обеспечить дополнительные поставки с континента. В Линне Иоанн заболел дизентерией. В это время север Англии атаковал шотландский король Александр II, которому в августе удалось занять Карлайл, а затем продвинуться на юг и передать наследному принцу Людовику сборы с английских владений. Иоанну не удалось перехватить Александра. Разногласия баронов с Людовиком нарастали, и часть из них перешла на сторону Иоанна.
Иоанн вновь отправился на запад. Незадолго до смерти он, отступая, пересекал со своим обозом залив Уош в восточной Англии и, застигнутый неожиданным приливом, потерял всё золото и драгоценности. Возможно, это усугубило его болезнь. Иоанн скончался 18 или 19 октября 1216 года в Ньюарке, Линкольншир, от дизентерии. Впоследствии также ходили слухи, что он был отравлен. Так, Уильям Шекспир в своей исторической драме «Король Иоанн» утверждает, что король был отравлен питьём, поданным ему неизвестным монахом.
Иоанн был похоронен в Вустерском соборе в городе Вустер.
Наследником Иоанна стал его девятилетний сын Генрих при регентстве Уильяма Маршала, графа Пембрук. Бароны признали его, и претензии Людовика на английский трон кончились ничем.

## Семья

### Браки и дети
Иоанн Безземельный был женат дважды. Его первый брак с Изабеллой Глостерской был бездетным и незадолго до или вскоре после его коронации был расторгнут на основании кровного родства, поэтому Изабелла не считается королевой. Второй женой короля стала Изабелла Ангулемская, на которой он женился в 1200 году и которая родила ему пятерых детей:
- Генрих III (1207—1272), король Англии
- Ричард (1209—1272), граф Корнуолл, граф Пуатье, король Германии
- Иоанна (1210—1238); муж — Александр II (король Шотландии)
- Изабелла Английская (1214—1241); муж — Фридрих II Гогенштауфен
- Элеонора (1215—1275); 1-й муж — Уильям Маршал, 2-й граф Пембрук; 2-й муж — Симон де Монфор, 6-й граф Лестер

Кроме того, у короля были многочисленные любовницы, от которых родились по крайней мере пятеро бастардов:
- Джоанна (умерла в 1237 году), возможно дочь Клеменции Ле Ботле, впоследствии супруги рыцаря Никола де Вердена из Брендона[24]; муж — Лливелин ап Иорверт
- Ричард Фицрой (умер около 1246 года), 1-й барон Чилхем
- Оливер (умер в 1219 году на Святой Земле под Дамьеттой)[24]
- Джеффри (упоминается в 1205 году)
- Осберт

## В популярной культуре

### Художественные произведения
- Уильям Шекспир. Историческая хроника «Король Иоанн».
- Вальтер Скотт. Роман «Айвенго».
- «Айвенго» — пьеса Александра Дюма (1822), адаптация романа Скотта.
- Джеймс Голдман. Пьеса «Лев зимой».
- Цикл фантастических романов Филипа Хосе Фармера «Мир Реки».
- Юрий Никитин. Роман «О доблестном рыцаре Гае Гисборне».
- Элизабет Чедвик. Романы: «Алый лев», «Отвергнуть короля», «Лорды Белого замка».
- Барбара Эрскин. Роман «Призрак страсти».

### Фильмы и сериалы
- Робин Гуд / Robin Hood (1922; США) режиссёр Аллан Дуон, в роли Иоанна Сэм Де Грасс.
- Приключения Робин Гуда / The Adventures Of Robin Hood (1938; США) режиссёры Майкл Кёртиц и Уильям Кили, в роли Иоанна Клод Рейнс.
- Приключения Робин Гуда / The Adventures Of Robin Hood (1955—1959; Великобритания), в роли Иоанна Дональд Плезенс и Хьюберт Грегг[англ.].
- Айвенго (США, 1952): в роли Иоанна — Гай Рольф.
- Лев зимой (Великобритания, 1968): в роли Иоанна — Найджел Терри.
- Робин Гуд (США, 1973): озвучивание Иоанна — Питер Устинов.
- Робин и Мэриан (США, 1976): в роли Иоанна — Иэн Холм.
- Айвенго (США, 1982): в роли Иоанна — Рональд Пикап.
- Доктор Кто (эпизод «Демоны Короля»; Великобритания, 1983); в роли Иоанна — Джеральд Флуд.
- Баллада о доблестном рыцаре Айвенго (СССР, 1983): в роли Иоанна — Альгимантас Масюлис.
- Робин из Шервуда (Великобритания, 1984—1986): в роли Иоанна — Филип Дэвис
- Робин Гуд: Мужчины в трико (США, 1993): в роли Иоанна — Ричард Льюис.
- Айвенго (Великобритания, 1997): в роли Иоанна — Ральф Браун
- Лев зимой (США, 2003): в роли Иоанна — Рэйф Сполл.
- Робин Гуд (телесериал) (Великобритания, 2006): в роли Иоанна — Тоби Стивенс.
- Робин Гуд / Robin Hood (2010; США, Великобритания) режиссёр Ридли Скотт, в роли Иоанна Безземельного Оскар Айзек.
- Железный рыцарь (Великобритания и США, 2011): в роли Иоанна — Пол Джаматти.

### Компьютерные игры
- Робин Гуд: Легенда Шервуда (под именем принца Джона).